# Vasilij Bezekirskij
Vasilij Vasiljevitj Bezekirskij (ryska: Василий Васильевич Безекирский), född 26 januari (gamla stilen: 14 januari) 1835 i Moskva, död där 8 november 1919, var en rysk violinist. 
Bezekirskij, som var lärjunge till Hubert Léonard, nådde framgångar i Paris, men återvände 1860 till Moskva, där han blev medlem av kejserliga operaorkestern. Han gjorde konsertresor till bland annat Madrid, Prag och Köpenhamn. Han komponerade solostycken för violin.